# Andrej Bastuněc
Andrej Bastuněc (rusky Андрей Леонидович Бастунец, 21. července 1966 Minsk) je běloruský právník, žurnalista, zastánce svobodného projevu. Studoval na Právnické fakultě Běloruské státní univerzity. V roce 1999 dostal diplom za prosazování svobodného projevu v Bělorusku. V roce 2004 se stal viceprezidentem Běloruské asociace žurnalistů. Je spoluautorem mnoha knih. Vypracoval koncept reformy legislativy běloruských médií.
Na podzim 2020 se stal členem opoziční Koordinační rady.

## Osobní život
Je ženatý se Sabinou Brilo a mají syna. Ve volném čase skládá písně a poezii.